# T
T är den tjugonde bokstaven i det moderna latinska alfabetet.

## Betydelser

### Versalt T
- tesla, en måttenhet för magnetiskt flöde.
- storheten temperatur i fysikaliska formler.
- nationalitetsbeteckning för motorfordon från Thailand.
- tera, SI-prefix för faktorn 1012.
- länsbokstav för Örebro län.
- I Stockholm används ett versalt T för att markera en station i Stockholms tunnelbana. I Boston finns en liknande markering vid tunnelbanestationerna, men där står T:et för "transportation".
- Farkostteknikinriktningen på Kungliga Tekniska högskolan (KTH), Stockholm.
- Inom de svenska bibliotekens klassifikationssystem SAB är T signum för  matematik, se SAB:T.
- Namn på en specifik kroppsform på en elgitarr.
- Betecknar diesellok i det svenska litterasystemet för järnvägsfordon.

### Gement t
- storheten tid i fysikaliska formler.
- ton (massenhet motsvarande 1000 kilogram).
- Internationella fonetiska alfabetets symbol för tonlös alveolar klusil.
- spårvidden 1067 mm i svenska littera för järnvägsfordon.

## Historia
Till det latinska alfabetet kom bokstaven T från det grekiska alfabetets tau, som i sin tur härstammar från den feniciska bokstaven "taw", som ursprungligen föreställde ett kryss.

## Datateknik
I datorer lagras T samt förkomponerade bokstäver med T som bas och vissa andra varianter av T, plus törn, med följande kodpunkter:
| Unicode | Liten bokstav |                                            | Unicode          | Stor bokstav |                                              | Används bl.a. i följande språk         |
| ------- | ------------- | ------------------------------------------ | ---------------- | ------------ | -------------------------------------------- | -------------------------------------- |
| U+0074  | t             | LATIN SMALL LETTER T                       | U+0054           | T            | LATIN CAPITAL LETTER T                       | de flesta där latinskt alfabet används |
| U+1D57  | ᵗ             | MODIFIER LETTER SMALL T                    |                  |              |                                              |                                        |
| U+0165  | ť             | LATIN SMALL LETTER T WITH CARON            | U+0164           | Ť            | LATIN CAPITAL LETTER T WITH CARON            | slovakiska, tjeckiska                  |
| U+1E97  | ẗ             | LATIN SMALL LETTER T WITH DIAERESIS        | <U+0054, U+0308> | T̈            |                                              |                                        |
| U+1E6B  | ṫ             | LATIN SMALL LETTER T WITH DOT ABOVE        | U+1E6A           | Ṫ            | LATIN CAPITAL LETTER T WITH DOT ABOVE        | äldre ortografi för klassisk gaeliska  |
| U+0163  | ţ             | LATIN SMALL LETTER T WITH CEDILLA          | U+0162           | Ţ            | LATIN CAPITAL LETTER T WITH CEDILLA          | rumänska, turkiska, gagauziska         |
| U+021B  | ț             | LATIN SMALL LETTER T WITH COMMA BELOW      | U+021A           | Ț            | LATIN CAPITAL LETTER T WITH COMMA BELOW      | rumänska, alternativ till Ţ, liviska   |
| U+1E6D  | ṭ             | LATIN SMALL LETTER T WITH DOT BELOW        | U+1E6C           | Ṭ            | LATIN CAPITAL LETTER T WITH DOT BELOW        |                                        |
| U+1E71  | ṱ             | LATIN SMALL LETTER T WITH CIRCUMFLEX BELOW | U+1E70           | Ṱ            | LATIN CAPITAL LETTER T WITH CIRCUMFLEX BELOW |                                        |
| U+1E6F  | ṯ             | LATIN SMALL LETTER T WITH LINE BELOW       | U+1E6E           | Ṯ            | LATIN CAPITAL LETTER T WITH LINE BELOW       |                                        |
| U+0167  | ŧ             | LATIN SMALL LETTER T WITH STROKE           | U+0166           | Ŧ            | LATIN CAPITAL LETTER T WITH STROKE           | samiska                                |
|         |               |                                            |                  |              |                                              |                                        |
| U+00FE  | þ             | LATIN SMALL LETTER THORN                   | U+00DE           | Þ            | LATIN CAPITAL LETTER THORN                   | isländska, färöiska                    |

I ASCII-baserade kodningar lagras T med värdet 0x54 (hexadecimalt) och t med värdet 0x74 (hexadecimalt). I EBCDIC-baserade kodningar lagras T med värdet 0xE3 (hexadecimalt) och t med värdet 0xA3 (hexadecimalt). Övriga varianter av T lagras med olika värden beroende på vilken kodning som används, om de alls kan representeras.